# Lantmanna- och borgarpartiet
Lantmanna- och borgarpartiet var ett svenskt moderatkonservativt parti i andra kammaren 1912–1934.
Partiet bildades 1912 genom en sammanslagning av Nationella framstegspartiet och Lantmannapartiet. Dess förste partiordförande var lantbrukaren Carl Persson i Stallerhult. Från 1913 var Arvid Lindman partiets ordförande, med ett undantag 1917 då sockerbruksdirektören Hans Andersson i Skivarp var partiordförande.
Partiet slogs 1935 ihop med Första kammarens nationella parti under namnet Högerns riksdagsgrupp, vilken från 1969 heter Moderata samlingspartiets riksdagsgrupp.